# Edmund Bursche

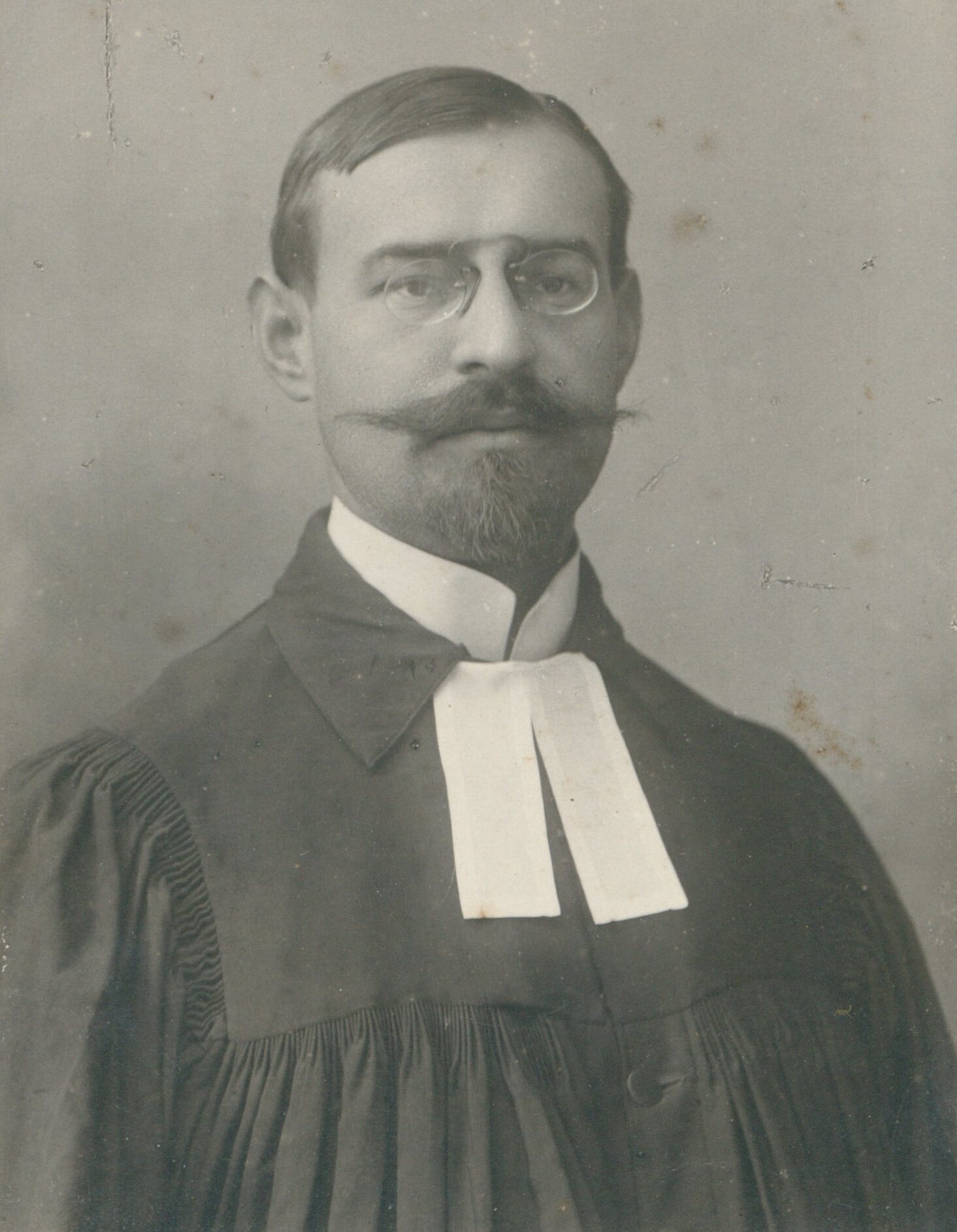
Edmund Bursche

Edmund Bursche (* 17. Juli 1881 in Zgierz, Russisches Kaiserreich; † 26. Juli 1940 im KZ Gusen) war ein polnischer evangelischer Theologe, Kirchenhistoriker und Pastor.

## Leben

### Herkunft und Familie
Edmund Bursche wurde 1881 in Kongresspolen in Zgierz geboren. Er war der jüngste Sohn des evangelischen Pfarrers in Zgierz und späteren Superintendenten in Płock, Ernst Wilhelm Bursche, aus dessen zweiter Ehe mit Maria Mathilda, geb. Harmer und Halbbruder des Bischofs Juliusz Bursche.
Er war verheiratet mit Janina, geb. Scheller (1884–1974), das Ehepaar hatte zwei Töchter, Sophie (* 1915), die mit dem polnischen Mathematiker Edward Marczewski (1907–1976) verheiratet war, und Danuta (1922–1996).

### Werdegang
Nach der Ausbildung am IV. Staatlichen Gymnasium in Warschau und der Fakultät der Evangelischen Theologie an der Kaiserlichen Universität Dorpat wurde er um 1905 zum Pastor der Evangelischen Kirche in Kongresspolen ordiniert und war Diakon und Pfarrer in verschiedenen Gemeinden seiner Heimat, des Łódźer Landes, zuletzt in Łowicz. Im Jahre 1915 wurde er, wie viele andere Lutheraner Kongresspolens, nach Russland deportiert und kehrte erst Anfang 1918 in die Heimat zurück. Hier widersetzte er sich der Gründung besonderer deutschsprachiger Schulen für evangelische Kinder, wurde von den deutschen Besatzungsbehörden verhaftet und war bis zum 11. November 1918 in Haft. 1919 und 1920 studierte er Theologie an der Universität Basel. Nach der Wiederentstehung Polens widmete er sich der akademischen Arbeit, war von 1922 bis 1939 Dekan der Theologischen Fakultät und wurde 1929 zum Professor der Evangelischen Theologie an der Universität Warschau nominiert. 1930 wurde er zum Ehrendoktor der Fakultät für Evangelische Theologie an der Universität Basel ernannt.
Er wurde unmittelbar nach dem deutschen Überfall auf Polen im September 1939 von der Gestapo verhaftet und ins KZ Sachsenhausen und später in das KZ Gusen verbracht. Dort musste er im Steinbruch arbeiten. Völlig erschöpft wurde er in die Krankenbaracke eingewiesen. Nach einigen Tagen ordnete die KZ-Kommandantur eine Entlausung an, und die nackten Häftlinge wurden unter eine kalte Dusche getrieben. Bursche erkrankte danach an Lungenentzündung, an der er im Juli 1940 starb.
Gleichzeitig mit ihm wurden seine drei Brüder Juliusz, Alfred und Teodor verhaftet. Sein jüngerer Bruder Alfred (* 16. November 1883 in Zgierz; † 15. Januar 1942 im KZ Mauthausen) war ein hervorragender Jurist. Der einzige der vier im Jahre 1939 verhafteten Brüder Bursche, der die KZ Sachsenhausen und Gusen überlebte, war der Architekt Theodor Bursche (1893–1965).

## Werke (Auswahl)
- Geschichte der polnischen Reformation, 1–2, (polnische Übersetzung und kritische Ausgabe des deutschsprachigen Werkes von S. Lubieniecki), Warschau 1938–1939.
- Programm des polnischen christlichen Universalismus, Warschau 1927.
- Der Verlauf der Reformation in Polen, Warschau 1932.